# Ma'a Nonu
Ma'a Nonu (21 mei 1982) is een Nieuw-Zeelandse rugbyspeler. Vanaf 2019 zal hij bij de Blues gaan spelen, hij tekende in 2018 en doet daarmee een klein stapje terug om zo nog enige tijd rugby op professioneel niveau te kunnen spelen. Daarvoor speelde hij bij de Franse rugbyclub RC Toulonnais.
Nonu debuteerde voor het Nieuw-Zeelands rugbyteam, de All Blacks, tegen Engeland en verloor met 15-13. Ma'a Nonu maakte deel uit van de selectie op het Wereldkampioenschap rugby 2011 en 2015, beide wereldkampioenschappen werden gewonnen. Hij wordt geprezen om zijn explosieve en krachtige aanvallen en breekt regelmatig de verdediging van zijn tegenstanders. Nonu speelde zijn laatste wedstrijd voor de All Blacks in de finale tegen Australië en werd wereldkampioen.